# Шейтан
Шейтан (Шайтан, Иблис) (на арабски: شيطان, мн. число: شياطين) е аналог на дявола в ислямската митология. Мюсюлманите считат, че до всеки човек стоят две същества – ангел и дявол (шейтан), единият му подсказва добри, а другият лоши неща.